# Видьядхары

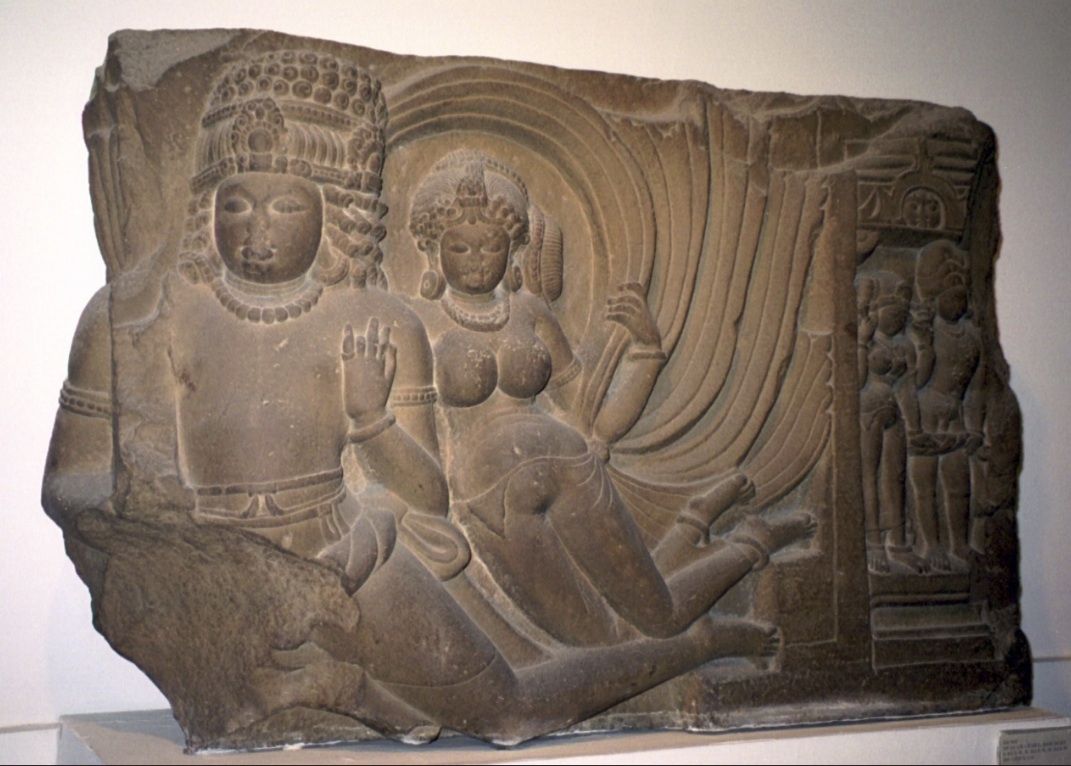
Пара видьядхаров

Видьядха́ры (санскр. विद्याधर, IAST: vidyādhara, «держатель знания»), — в индийской мифологии класс упадевов (полубогов), воздушных гениев из свиты Индры, обладателей волшебных чар. Эти полубожества принадлежат к числу более новых мифических существ, народившихся в эпоху индийских Средних веков (период Яджурведы).

## Мифология
Видьядхары являются добрыми духами воздуха. Место их обитания это область между небом и землёй либо северные горы, где они вместе с гухьяками составляют свиту Куберы. Также они населяют горы Краунча и Читракуту, лес Кхандава.
Видьядхары в совершенстве владеют искусством магии и проведения магических обрядов. Они могут изменить свою внешность по желанию и имеют способность летать. Они наслаждаются музыкой и громким смехом. Их часто описывают с гирляндами цветов, как символами победы, и мечами, символами знания (видья), поражающего незнание (авидья). В древности и средневековье видьядхары часто изображались летящими к своему главному богу, нередко в виде полулюдей-полуптиц. Бывают как мужского, так и женского пола. Первые известны мудростью, вторые красотой.
В итихасах упомянуты трое царей видьядхаров. Это Чакрадхарман, Випрачитти и мудрый медведь Джамбават, помощник самого Рамы.